# Дзировани
Дзировани (груз. ძიროვანი) — село в Грузии, на территории Ткибульского муниципалитета края (мхаре) Имеретия.

## География
Село находится в западной части Грузии, к северу от Ткибульского водохранилища, вблизи истока реки Мтисчала, на расстоянии 10 километров к западу от города Ткибули, административного центра муниципалитета. Абсолютная высота — 595 метров над уровнем моря.

## Население
По результатам официальной переписи населения 2014 года, в Дзировани проживало 275 человек (132 мужчины и 143 женщины). В национальной структуре населения грузины составляли 100 %.
| Год  | Население, человек |
| ---- | ------------------ |
| 2002 | 627                |
| 2014 | ↘ 275              |